# Walter von Boltenstern
Walter Thurow Hugo von Boltenstern (* 26. November 1889 in Breslau; † 19. Januar 1952 im Kriegsgefangenenlager 5110/48 Woikowo bei Iwanowo, Sowjetunion) war ein deutscher Offizier, zuletzt Generalleutnant im Zweiten Weltkrieg.

## Leben

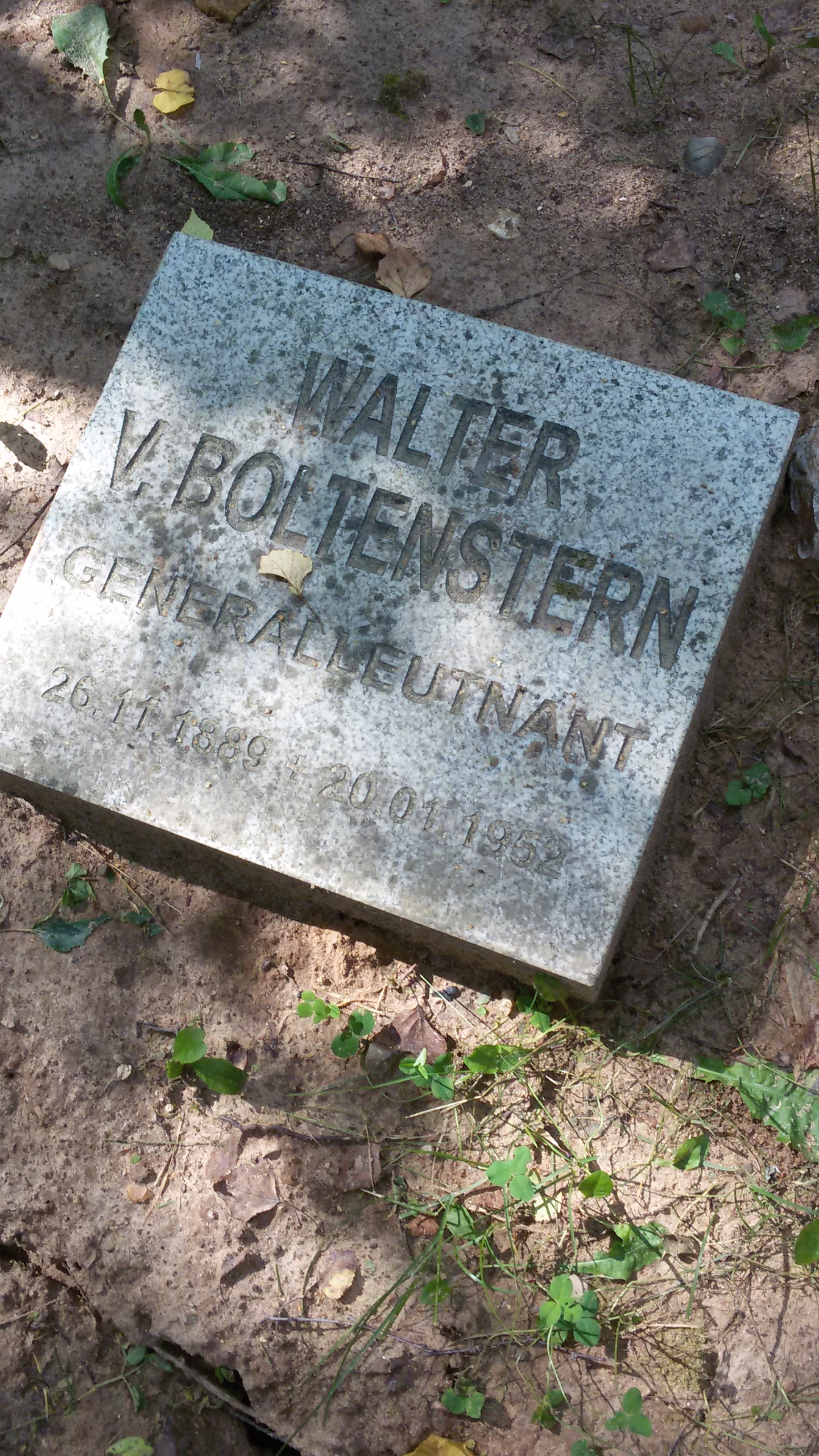
Grabstelle in Tschernzy

Walter von Boltenstern wurde 1889 als Sohn des Kaufmanns Hugo von Boltenstern und dessen Ehefrau Martha geborenen Müller geboren. Er entstammte dem Adelsgeschlecht von Boltenstern und trat am 14. März 1910 als Fahnenjunker in das Königin Augusta Garde-Grenadier-Regiment Nr. 4 der Preußischen Armee in Berlin ein. Am 18. August 1911 folgte seine Beförderung zum Leutnant sowie am 22. März 1913 seine Versetzung in das Garde-Grenadier-Regiment Nr. 5.
Mit diesem Regiment rückte er nach Ausbruch des Ersten Weltkriegs im Verbund mit der 3. Garde-Division in das neutrale Belgien ein und nahm an der Eroberung von Namur teil. Im Anschluss daran verlegte Boltenstern mit dem Regiment an die Ostfront und kam hier erstmals in der Schlacht an den Masurischen Seen zum Einsatz. Nach der Schlacht um Łódź wurde er als Kompanieführer in das Reserve-Infanterie-Regiment Nr. 262 versetzt, dass sich zu diesem Zeitpunkt auf dem Truppenübungsplatz Döberitz in Aufstellung befand. Es wurde der 79. Reserve-Division zugeordnet und bis Ende November 1916 an der Ostfront eingebunden. Boltenstern war zwischenzeitlich am 18. August 1915 Oberleutnant geworden. Mit seinem Regiment wurde er an die Westfront verlegt, bis Januar 1917 als Reserve der OHL gehalten und nahm dann an den Stellungskämpfen in Flandern und Artois teil. Am 2. Februar 1917 wurde Boltenstern Ordonnanzoffizier beim Stab der 79. Reserve-Division und ein Jahr später folgte seine Versetzung in den Generalstab der Division. Hier verblieb Boltenstern über das Kriegsende hinaus bis zum 17. Januar 1919, wurde zwischenzeitlich am 20. September 1918 zum Hauptmann befördert und dann in das Garde-Grenadier-Regiment Nr. 5 rückversetzt.
1920 heiratete er in Weimar Eilisabeth Hunnius, das Ehepaar hatte keine Kinder. Boltenstern hatte mehrere Geschwister, sein Bruder Fritz war Polizei-Hauptmann und Oberst i. G., seine Schwestern Kaethe und Charlotte heirateten mit Karl Hennerici und Hans Daum Juristen.
Nach Ende des Krieges wechselte er in die Reichswehr und wirkte als Kommandeur in verschiedenen Einheiten. Im Zweiten Weltkrieg war er von Juli 1940 bis September 1941 Kommandeur der 29. Infanterie-Division. Von Juli 1943 bis Mai 1944 führte er die  179. Reserve Panzer-Division.
Er verstarb am 20. Januar 1952 in sowjetischer Kriegsgefangenschaft im Kriegsgefangenenlager 5110/48 Woikowo und wurde auf einem Generalsfriedhof in Tschernzy beigesetzt.

## Auszeichnungen
- Eisernes Kreuz (1914) II. und I. Klasse[4]
- Bayerischer Militärverdienstorden IV. Klasse mit Schwertern[4]
- Hanseatenkreuz Hamburg[4]
- Lippisches Kriegsverdienstkreuz[4]
- Spange zum Eisernen Kreuz II. und I. Klasse
- Ritterkreuz des Eisernen Kreuzes am 13. August 1941[5]